# Achalpur
Achalpur (o Ellichpur) è una città dell'India di 107.304 abitanti, situata nel distretto di Amravati, nello stato federato del Maharashtra. In base al numero di abitanti la città rientra nella classe I (da 100.000 persone in su).

## Geografia fisica
La città è situata a 21° 15' 26 N e 77° 30' 31 E e ha un'altitudine di 368 m s.l.m..

## Società

### Evoluzione demografica
Al censimento del 2001 la popolazione di Achalpur assommava a 107.304 persone, delle quali 55.678 maschi e 51.626 femmine. I bambini di età inferiore o uguale ai sei anni assommavano a 12.915, dei quali 6.724 maschi e 6.191 femmine. Infine, coloro che erano in grado di saper almeno leggere e scrivere erano 83.025, dei quali 45.180 maschi e 37.845 femmine.